# HD 145377
HD 145377 – gwiazda typu widmowego G położona w gwiazdozbiorze Skorpiona w odległości około 188 lat świetlnych. Ma jedną znaną planetę HD 145377 b, która krąży wokół niej w średniej odległości 0,45 ± 0,004 j.a.